# 米格尔·古铁雷斯 (2001年)
米格尔·古铁雷斯·奥尔特加（西班牙語：Miguel Gutiérrez Ortega；2001年7月27日—），是一名西班牙足球运动员，场上司职左后卫，目前效力于意甲球队拿坡里。

## 俱乐部生涯
古铁雷斯于2001年7月27日出生在西班牙首都马德里。2011年，在加盟皇马青训前，他曾在赫塔菲接受了5年的训练。2017年7月，时任曼联主帅若泽·穆里尼奥想要签下古铁雷斯，但这名年仅16岁的西班牙左后卫最终选择留守皇马。
2019年夏天，由于俱乐部新签下的左后卫费兰·门迪遭遇了伤病困扰，古铁雷斯被球队主教练齐达内提拔至一线队以参加奥迪盃的比赛。他也就此成为了第一名在2001年出生的为皇马一线队效力的自家青训球员。
2021年4月21日，在皇家马德里3-0完胜加的斯的比赛中，古铁雷斯在下半场替补登场，换下了巴西左后卫马塞洛，完成了一线队首秀。

## 生涯数据
最後更新：2021年4月21日
| 俱乐部               | 赛季     | 联赛     | 联赛 | 联赛 | 杯赛 | 杯赛 | 欧战 | 欧战 | 其他 | 其他 | 合计 | 合计 |
| 俱乐部               | 赛季     | 联赛等级 | 出场 | 进球 | 出场 | 进球 | 出场 | 进球 | 出场 | 进球 | 出场 | 进球 |
| -------------------- | -------- | -------- | ---- | ---- | ---- | ---- | ---- | ---- | ---- | ---- | ---- | ---- |
| 皇家马德里卡斯蒂利亚 | 2020–21  | 西乙B    | 14   | 1    | —    | —    | —    | —    | —    | —    | 14   | 1    |
| 皇家马德里           | 2020–21  | 西甲     | 1    | 0    | —    | —    | 0    | 0    | —    | —    | 1    | 0    |
| 生涯合计             | 生涯合计 | 生涯合计 | 15   | 1    | 0    | 0    | 0    | 0    | 0    | 0    | 15   | 1    |